# 169e centre d'entraînement
Le 169e centre d'entraînement, en ukrainien : 169-й навчальний центр, est un camp d'entraînement et de manœuvres de l'Armée de terre ukrainienne situé dans la ville de Desna au nord de Kiev.

## Historique

### Unité soviétique
Le 3 octobre 1987, au sein de l'Armée de terre soviétique, la 48e division école de chars de la Garde (héritière de la 5e division aéroportée de la Garde, du Drapeau rouge, ordre de Souvorov, Zvenigorodskaïa), devient le 169e centre d'entrainement de la Garde à Desna. Sa composition est la suivante :
- 354e régiment école de fusiliers motorisés de la Garde (ru),
- 5e régiment école de chars de la Garde,
- 300e régiment école de chars de la Garde,
- 389e régiment école de chars de la Garde,
- 467e régiment école d'artillerie,
- 1121e régiment école de missiles antiaériens (ru),
- Bataillons et unités de soutien.

### Unité ukrainienne
Lors de la désintégration de l'URSS, le centre est intégré à la 1re armée de la Garde qui devint le Commandement opérationnel nord[réf. nécessaire].
En 2015, dans le cadre de la dérussification, le 169e centre d'entrainement perd ses titres et décorations soviétiques. L'unité est ensuite nommée en l'honneur de Iaroslav le Sage.

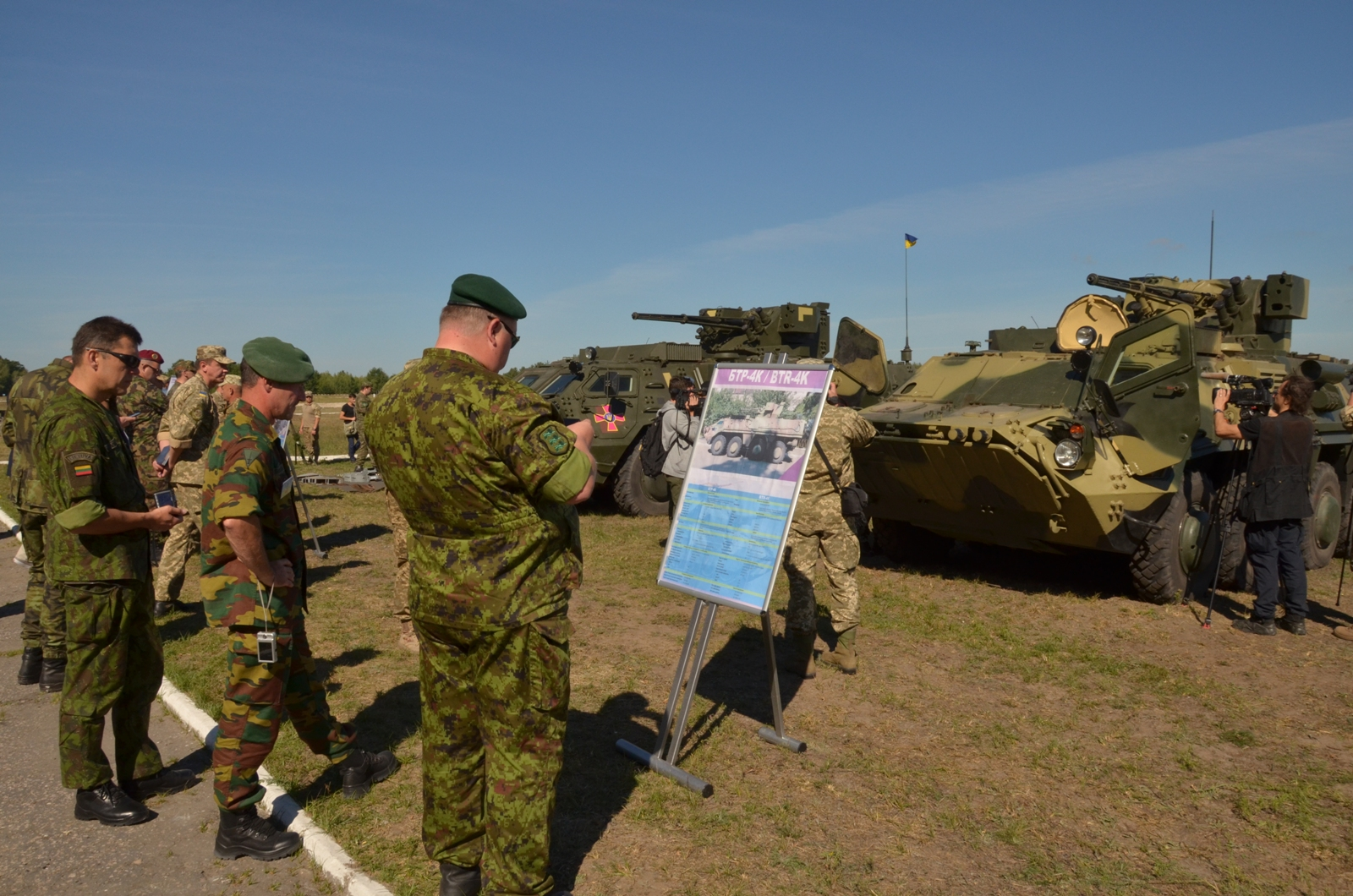
En 2016 avec des invités étrangers.
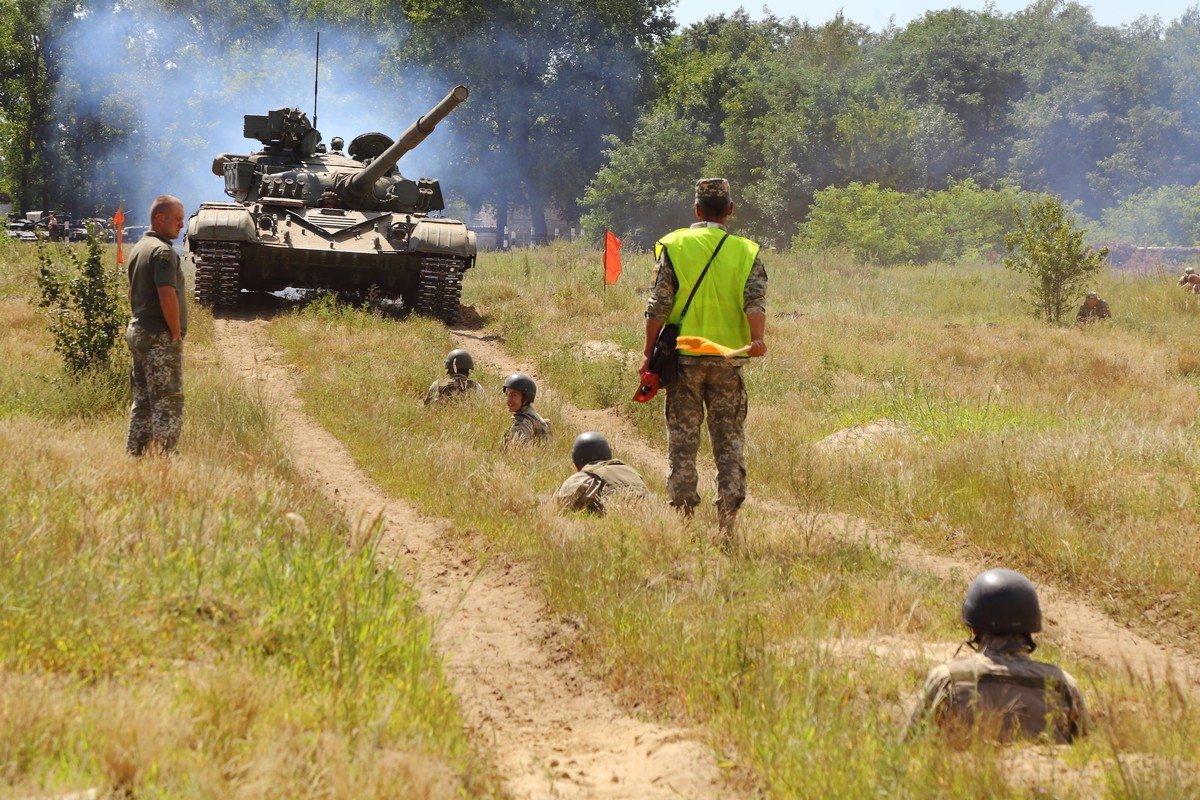
En 2018.
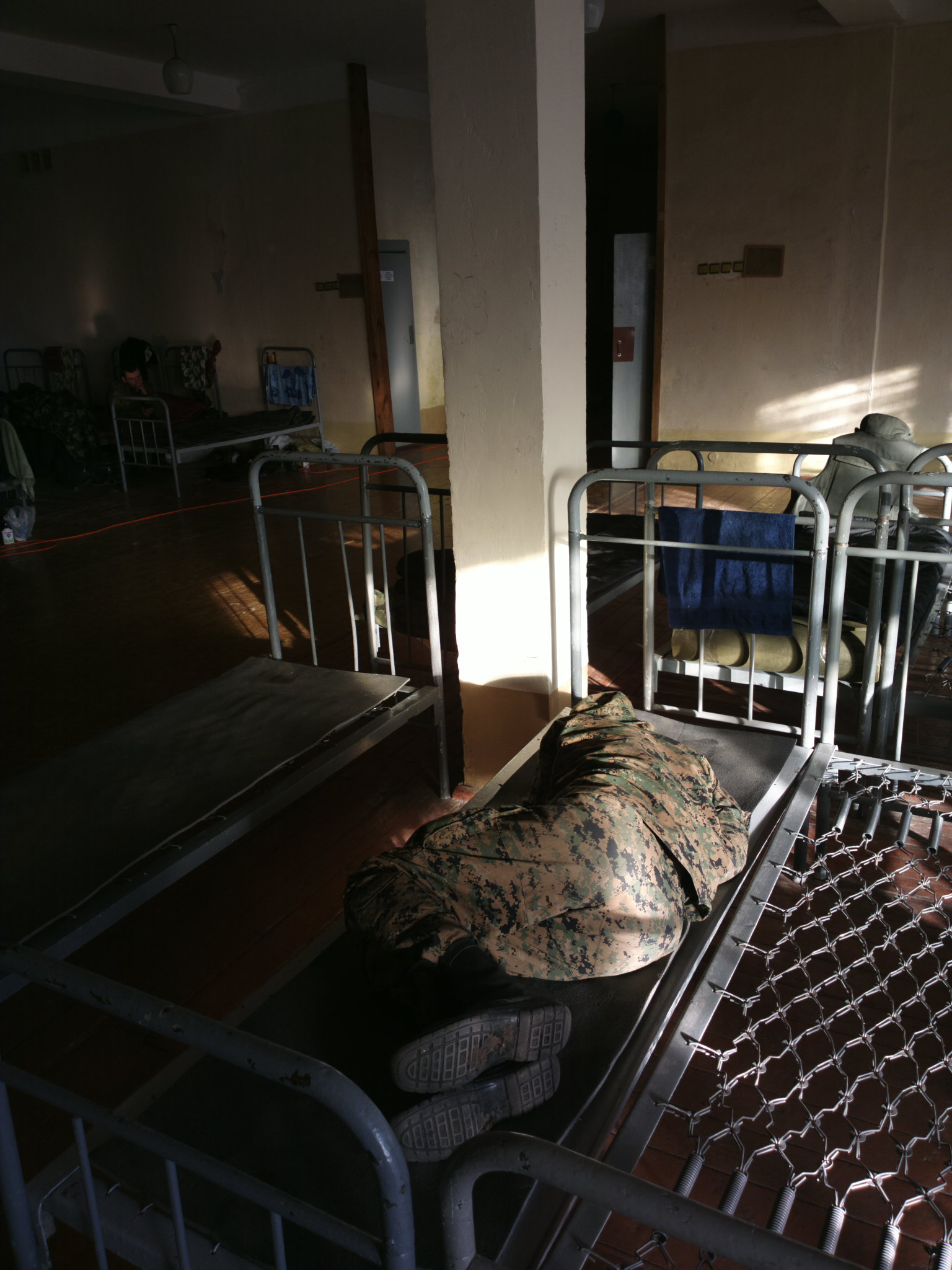
Herbergement.